# 火线狙击
《火线狙击》（英語：In the Line of Fire）是一部在1993年上映的美国悬疑犯罪惊悚电影，由沃尔夫冈·彼得森执导，克林·伊斯威特、约翰·马尔科维奇、蕾妮·罗素等人主演。

## 劇情簡介
美國特勤局特工弗兰克·霍里根（克林·伊斯威特饰演）有一段不堪回首的過去，原來當年肯尼迪總統遇刺時，他正是肯尼迪總統身邊的護衛，但他卻因為一時的疏忽導致刺殺事件的發生，讓他陷入了自責的情緒中不能自拔。幾十年過去了，霍里根現今仍擔任總統身旁的特勤人員，而現任總統正進行連任造勢活動，就在此時，特勤局連續接到一個神秘男子的電話，挑明了他將行刺總統的意圖，這讓霍里根得到一個重新贖回自我的機會，他決定要把握這次保護總統的機會來挽回顏面。
在同僚德安德烈（迪伦·麦克德莫特饰演）和雷恩斯（蕾妮·罗素饰演）的協助下，霍里根逐漸拼湊出刺殺陰謀的真相。原來神秘男子的真實身分是前任CIA情報員米奇·利里（约翰·马尔科维奇飾演），他因不滿自己無故被CIA解僱而揚言要採取報復行動，這使CIA大為緊張，多年來一直尋找他的行蹤。面對個性偏激、心狠手辣的利里，霍里根決定要奮力阻止利里的行動，不讓當年的悲劇再發生一次，儘管那可能是一場玩命的「火線大行動」......